# アエロスパシアル
アエロスパシアル（フランス語: Aérospatiale）は、フランスの民間・軍用航空機、宇宙ロケットなどの製造をしていた会社である。1970年にシュド・アビアシオンとノール・アビアシオンおよびフランス公社のSEREBの合併により設立された。発足当初の正式名称は国立航空宇宙産業協会（Société nationale industrielle aérospatiale、SNIAS）であった。
ブリティッシュ・エアロスペース（BAE）と共同でのコンコルドの開発、アリアンロケットの開発などに参加し、世界的に知られるようになった。
1992年にはダイムラークライスラー・エアロスペースとヘリコプター部門を統合しユーロコプター・グループを立ち上げた。
1999年に人工衛星事業を除きマトラと合併、アエロスパシアル-マトラとなり、2000年7月10日スペインのCASAとダイムラークライスラー・エアロスペースと合併しEADS（現・エアバス）となった。

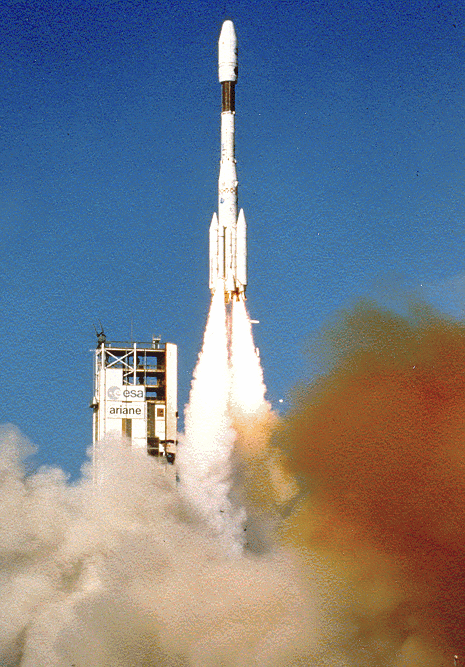
アリアンロケット

## 製造製品
- アリアン
- ATR 42（イタリア企業と共同開発）
- コンコルド（BAEと共同開発）
- エグゾセ
- ガゼル
- エルメス（開発中止）
- アルーエットIII
- ピューマ
- シュペルピューマ
- ドーファン
- エキュレイユ
- ドルフィン
- スペースバス